# Wzgórze psów
Wzgórze psów – powieść autorstwa Jakuba Żulczyka, wydana przez wydawnictwo Świat Książki 4 maja 2017. W 2023 r. ogłoszono, że książka zostanie zaadaptowana na potrzeby serialu platformy Netflix. Jego premiera nastąpiła 8 stycznia 2025.

## Fabuła
Bohaterem jest Mikołaj Głowacki, amatorski pisarz z blokadą twórczą. Gdy dowiaduje się o własnych długach, których nie potrafi spłacić, postanawia wraz z żoną Justyną wyjechać z Warszawy do swojego rodzinnego miasta na Warmii – Zyborka. Nie zostają tam ciepło przyjęci. Ojciec Mikołaja, Tomasz, chce pozbierać się po śmierci żony, nad którą znęcał się długimi latami. W tym celu próbuje odwołać ze stanowiska panią burmistrz, która weszła w konszachty z Kaltem, przez co całe miasto stało się zbiorowiskiem przestępców i bandytów. Przez ich decyzje mieszkania może stracić ponad setka ludzi, do czego nie chce dopuścić Tomasz. Mikołaj wraz z żoną włączają się w pomoc ojcu Mikołaja oraz wiele innych spraw, które łączy szajka pod okiem pani burmistrz oraz tajemniczy Niemiec Kalt.
Powieść ilustruje negatywne skutki transformacji ustrojowej w Polsce, ukazując wiodące „psi żywot” ofiary systemu kapitalistycznego. Prywatyzacja doprowadziła małe miasteczko na skraj ruiny. Pozostałością po dawnym PGR-ze jest rozpadające się blokowisko, które skorumpowani urzędnicy chcą wyburzyć, by postawić w jego miejsce luksusowy ośrodek wypoczynkowy.

## Odbiór
Książka zebrała pozytywne recenzje i w 2018 r. została uhonorowana Nagrodą Literacką miasta stołecznego Warszawy w kategorii proza, a w 2017 r. Literacką Nagrodą Warmii i Mazur. 